# Lázaro Chacón
Lázaro Chacón González (27. juni 1873 – 9. april 1931) var Guatemalas præsident i årene 1926-31.
Han måtte forlade embedet af helbredsgrunde og døde kort derefter.
1. ↑  Navnet er anført på svensk og stammer fra Wikidata hvor navnet endnu ikke findes på dansk.